# Eina
Eina ist ein weiblicher Vorname. Daneben ist er auch ein seltener männlicher Vorname.

## Herkunft und Bedeutung
Der weibliche Vorname Eina  ist vom isländischen Vornamen Einar abgeleitet. Der Name kommt in Norwegen, Schweden, den Färöern, Finnland und Dänemark vor. Als männlicher Vorname ist Eina eine frühere norwegische dialektale Ableitung von Einar.
Der Name geht zurück auf altisländisch Einarr, einn „allein“ + herr „Herr“ = „der Alleinkämpfer“.

## Varianten
- Ejna (weiblich)[2]